# Гахнанг
Гахнанг (нем. Gachnang) — коммуна в Швейцарии, в кантоне Тургау.
Входит в состав округа Фрауэнфельд. Население составляет 3298 человек (на 31 декабря 2007 года). Официальный код — 4571.